# Jean Devalde
 Jean Émile Arthur Dewalde dit Jean Devalde (Anvers, província d'Anvers, 8 d'octubre de 1888 – Neuilly-sur-Seine, Hauts-de-Seine, 12 de juliol de 1982) va ser un actor i empresari cinematogràfic francès d’origen belga.

## Biografia
Casat amb l'actriu Janine Viénot, esdevingué, després de la seva carrera. actor, l'empresari sobretot de Pierre Fresnay, Yvonne Printemps, Pierre Richard-Willm i Edwige Feuillère.

## Filmografia
- 1911 : Le Trust ou les Batailles de l'argent de Louis Feuillade
- 1917 : Judex 1 : Prologue + L'ombre mystérieuse de Louis Feuillade
- 1917 : Judex 2 : L'expiation de Louis Feuillade
- 1917 : Judex 3 : La meute fantastique de Louis Feuillade
- 1917 : Judex 4 : Le secret de la tombe de Louis Feuillade
- 1917 : Judex 5 : Le moulin tragique de Louis Feuillade
- 1917 : Judex 8 : Les souterrains du château rouge de Louis Feuillade[4]
- 1917 : Judex 9 : Lorsque l'enfant parut de Louis Feuillade
- 1917 : Judex 10 : Le secret de Jacqueline de Louis Feuillade
- 1917 : Judex 11 : L'ondine... et Sirène de Louis Feuillade
- 1923 : Le Gamin de Paris de Louis Feuillade
- 1923 : La Guitare et le jazz-band de Gaston Roudès
- 1924 : L'Ombre du bonheur de Gaston Roudès
- 1926 : Le Juif errant de Luitz-Morat
- 1932 : Enlevez-moi de Léonce Perret